# 胥以谦
胥以谦（1891年—1979年），字吉六，江苏通州石港人，中國武術家。自幼习武、亦精诗文，1934年担任中央国术馆编审处副处长。新中國成立後，受聘為江蘇省南通縣體體育委員會業餘武術教練，有門徒二三百人。

## 生平

### 背景
清乾隆、嘉庆年间，南通人王越群集各派武术之精华，融会贯通，创造出别具一格的拳术——王家手（拳），短小精干、以柔克刚、切于实用。后来，王家手代代相传，逐步发展成为石港武术的主要流派。
到一九三十、一九四十年代，王家拳发展到一个前所未有的高度，这是因为七代传人胥以谦。他深得王家手之精华，以超群的武艺和忧国忧民的爱国情怀名噪武林。。
王家拳代代相传，逐步发展成为石港武术的主要流派，并成功申报南通市非物质文化遗产。。

### 早年
胥以谦自幼习武、亦精诗文。清光绪年间，专习太极元功王家拳，技法娴熟，名噪江湖。王家拳成为石港武术的主要流派，傳說已传承九世。

### 事業
1933年，胥以谦任國民政府中央国术馆国术国考登记股股员，按照规定，股员们要抽签打擂，优胜劣汰。打擂一层一层地进行着，打到最后只剩下胥以谦和云南的一个青年武生，两人打了数十个回合不分胜负，最后胥以谦以王家手的顺水推舟势击败了云南武生，成为擂主。王家手由此在武术界声名大振。这年，胥以谦留任国民政府中央国术馆编审，著有《八极拳序》、《穿拏拳图说》等武术专著。
1934年担任中央国术馆编审处副处长。
1936年，胥以谦所著《穿拏拳》一书得时任中國国民党主席林森亲提书名，张之江、居正、叶楚伧等名人题词，由上海商务印书馆初版（后于2002年台湾逸文出版社再版）。
中央国术馆编辑主任金一明在胥以谦编写的《穿拏拳》序言中写道：“……复观其走拳一路，低若平沙落雁，高如紫燕穿云；收则鹰飞敛翼，若鸷鸟之将击；放则弩张剑拔，似激矢之离弦。苟非历练功深者焉能如此。或谓拔剑挺身，虽登峰造极亦不过一人敌耳，不足以挡当代科学战争之利器。然集亿万之拳师，从事疆场，最后五分钟之决斗，则其胜负之数不待筮龟矣。今欲唤醒神狮，奋袂而起，舍书即是拳，拳即是书……”。
1949年以后，多次担任省级裁判工作，走遍大江南北。著有《穿拏拳·图说》等。
新中国成立後，受聘为南通县体委业余武术教练，他一改之前艺不外传的惯例，广收门徒，弟子多达二三百人。

## 著作及文章
1. 《八极拳序》
2. 《穿拏拳图说》
3. 《穿拏拳》．胥以谦．上海商务印书馆初版， 1936年7月[7]。
4. 《穿拏拳》．胥以谦．台湾逸文出版社再版， 2002年。

《穿拏拳》为胥以谦着，1936年7月初版，上海商务印书馆发行。本书据此以重刊。全书内容分为：题辞、作者近像、金（一明）序、自序、附太极元功之源流、例言、沙大川轶事、穿拏拳图说五十五势术名、图说。穿拏拳为南通沙明（字大川）先生所创，其动作取法于其师王越群先生之太极元功。胥以谦先生将所习穿拏拳原有之三十势，加以整理，并羼入太极元功中之闪电手，及复势，去芜存精，合为五十五势。查「穿拏」之意为，发无不中曰「穿」，拘捕敌人曰「拏」。